# Zainal Abidin z Ternate
Zainal Abidin z Ternate – władca państwa Ternate. Jego życie opisano tylko w źródłach datowanych na XVI wiek lub okres późniejszy. Był pierwszym władcą Ternate, który przyjął tytuł sułtana, zastępując wcześniejszy tytuł kolano („król”). Wprowadził prawo islamskie oraz uznał islam za oficjalną religię Ternate. 